# Любимов, Виктор Иванович
Ви́ктор Ива́нович Люби́мов (9 сентября 1937, Горький — 6 августа 2021, Нижний Новгород) — советский российский легкоатлет, инженер-кораблестроитель.
В 1960-х годах состоял в сборной команде СССР по лёгкой атлетике, специализировался в беге на короткие дистанции. Победитель соревнований VIII Всемирного фестиваля молодёжи и студентов в Хельсинки, двукратный серебряный призёр чемпионатов СССР, многократный победитель первенств всероссийского значения в различных спринтерских дисциплинах. Представлял город Горький, спортивные общества «Труд» и «Спартак». Мастер спорта СССР.
После завершения спортивной карьеры проявил себя в судостроении, работал в ЦКБ Минречфлота РСФСР, преподавал на кораблестроительном факультете ВГУВТ. Доктор технических наук. Профессор. Академик РАЕН.

## Биография
Виктор Любимов родился 9 сентября 1937 года в Горьком. Занимался лёгкой атлетикой в местной секции, выступал за добровольные спортивные общества «Труд» и «Спартак».
Первого серьёзного успеха на всесоюзном уровне добился в сезоне 1961 года, когда на чемпионате СССР в Тбилиси с партнёрами по российской команде выиграл серебряную медаль в зачёте эстафеты 4 × 400 метров. Также в этом сезоне в составе советской сборной принимал участие в матчевой встрече со сборной США в Москве.
В 1962 году представлял Советский Союз на VIII Всемирном фестивале молодёжи и студентов в Хельсинки, где превзошёл всех соперников в индивидуальном беге на 400 метров и вместе с соотечественниками стал серебряным призёром в эстафете 4 × 400 метров.
В 1964 году на чемпионате СССР в Киеве с командой «Спартака» завоевал серебряную награду в программе эстафеты 4 × 400 метров, в то время как на 400-метровой дистанции финишировал четвёртым.
Окончил кораблестроительный факультет Горьковского института инженеров водного транспорта, после чего в 1961—1969 годах работал в горьковском Центральном конструкторском бюро Минречфлота РСФСР.
В 1969 году вернулся в Горьковский институт инженеров водного транспорта, в разное время занимал должности старшего инженера, старшего преподавателя, доцента кафедры проектирования и технологии постройки судов, заместителя декана кораблестроительного факультета. Написал более 130 научных работ и учебно-методических пособий, посвящённых проектированию скоростных судов: экранопланов, судов на подводных крыльях, судов на воздушной подушке. Доктор технических наук (1997). Профессор (1999). Академик Российской академии естественных наук (2000). Лауреат премии города Нижнего Новгорода (2007). Почётный работник речного флота.
Умер 6 августа 2021 года в возрасте 83 лет. Похоронен на Бугровском (Красном) кладбище в Нижнем Новгороде.